# Episodi di American Horror Story (nona stagione)
La nona stagione della serie televisiva American Horror Story, intitolata American Horror Story: 1984 e composta da nove episodi, è stata trasmessa in prima visione negli Stati Uniti sul canale via cavo FX dal 18 settembre al 13 novembre 2019.
In Italia la stagione è andata in onda in prima visione sul canale satellitare Fox dal 7 novembre 2019 al 2 gennaio 2020.
Gli attori che ritornano in questa stagione dalle precedenti sono: Emma Roberts, Billie Lourd, Leslie Grossman, Cody Fern, John Carroll Lynch, Leslie Jordan, Tanya Clarke, Lily Rabe, Dylan McDermott e Finn Wittrock, mentre tra i nuovi volti della serie troviamo: Matthew Morrison, Gus Kenworthy, Angelica Ross e Zach Villa.

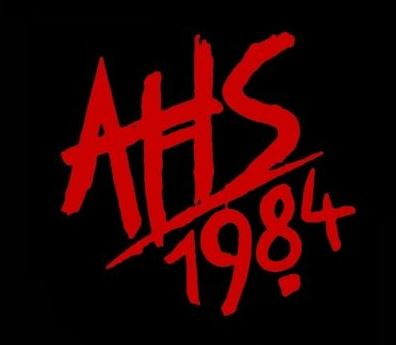
Logo della nona stagione 1984

| nº | Titolo originale  | Titolo italiano       | Prima TV USA      | Prima TV Italia  |
| -- | ----------------- | --------------------- | ----------------- | ---------------- |
| 1  | Camp Redwood      | Camp Redwood          | 18 settembre 2019 | 7 novembre 2019  |
| 2  | Mr. Jingles       | Mr. Jingles           | 25 settembre 2019 | 14 novembre 2019 |
| 3  | Slashdance        | La danza dei fendenti | 2 ottobre 2019    | 21 novembre 2019 |
| 4  | True Killers      | Assassini nati        | 9 ottobre 2019    | 28 novembre 2019 |
| 5  | Red Dawn          | Alba di sangue        | 16 ottobre 2019   | 5 dicembre 2019  |
| 6  | Episode 100       | Sogni d'oro           | 23 ottobre 2019   | 12 dicembre 2019 |
| 7  | The Lady in White | La donna in bianco    | 30 ottobre 2019   | 19 dicembre 2019 |
| 8  | Rest in Pieces    | Riposa a brandelli    | 6 novembre 2019   | 26 dicembre 2019 |
| 9  | Final Girl        | La sopravvissuta      | 13 novembre 2019  | 2 gennaio 2020   |

## Camp Redwood
- Titolo originale: Camp Redwood
- Diretto da: Bradley Buecker
- Scritto da: Ryan Murphy e Brad Falchuk

### Trama
1970. Durante la notte, 3 capigruppo del campo estivo “Camp Redwood” stanno avendo un rapporto sessuale, quando all’improvviso una figura avvolta in un impermeabile con un mazzo di chiavi tintinnante e dal passo zoppicante uccide brutalmente sia loro sia il resto dei coordinatori, per poi recidere un orecchio ad ognuna delle vittime ed appenderlo su di una collana.
Los Angeles, 1984. La timida Brooke partecipa ad una lezione d’aerobica tenuta dallo spavaldo attore Xavier, nella quale fa la conoscenza anche dell’aspirante ginnasta professionista Montana, dell’avvenente ex-olimpionico squalificato per l’uso di droghe Chet, e del migliore amico di quest’ultimo Ray. Xavier annuncia agli amici della sua imminente partenza per andare a Camp Redwood in qualità di nuovo capogruppo, e propone loro di venire con lui; tutti accettano tranne Brooke, che preferisce restare a Los Angeles per gli studi. Tuttavia, quella stessa notte, Brooke viene aggredita in casa sua dallo psicopatico assassino rinominato “Night Stalker”, che sta seminando il panico in città; fortunatamente, l’arrivo della polizia mette in fuga l’omicida, che però, prima di dileguarsi, giura a Brooke di ritrovarla ed ucciderla. Il traumatico evento convince Brooke ad allontanarsi da Los Angeles per andare con gli altri a Camp Redwood. Mentre è in viaggio a bordo di un caravan, il gruppo sosta per fare il pieno ad una pompa di carburante, dove Xavier riceve una telefonata minacciosa ed il benzinaio li avverte che troveranno solo morte a Camp Redwood. Non tenendo conto delle avvisaglie dell’uomo, il gruppo prosegue con il cammino, ma sbadatamente Xavier investe un escursionista precedentemente già ferito e in un evidente stato confusionale, perciò i ragazzi lo portano al campo per medicarlo. Giunti finalmente a Camp Redwood, l’escursionista viene affidato alle cure dell’infermiera Rita, mentre i 5 conoscono la bigotta direttrice Margareth, la quale li istruisce sul comportamento che dovranno rispettare al campo. Di sera, radunati attorno al fuoco, Margareth e Rita raccontano ai ragazzi la terribile carneficina avvenuta anni prima a Camp Redwood: Benjamin Richter, militare radiato dall’albo per la sua smania di uccidere le persone e ribattezzato "Mr. Jingles" per via del suono del suo mazzo di chiavi, compì una strage massacrando tutti i coordinatori del campo, eccetto Margareth, anch’essa una capogruppo all’epoca riuscita a sopravvivere miracolosamente grazie alla guida di Dio, a suo dire, ma alla quale venne lo stesso mozzato un orecchio; Ricther, alla fine, fu catturato ed internato in manicomio, così, a distanza di 14 anni, Margareth ha deciso di riaprire la struttura in modo tale da abbandonare i brutti ricordi e glorificare nuovamente il campo estivo. Intanto, al suo risveglio, l’escursionista scopre di non avere un orecchio ed allerta Brooke che qualcosa di orrendo sta per accadere. Più tardi, i ragazzi incontrano il promiscuo capo delle attività Trevor, col quale Montana s’intrattiene poco dopo nel lago, anche se i due vengono interrotti dai fari di un’auto e dall’arrivo di un temporale. Contemporaneamente, nel manicomio locale, Mr. Jingles evade e libera dalle celle gli altri pazienti, così da creare un diversivo per scappare indisturbato. Dopo aver ucciso il benzinaio della zona e rubato il suo furgone, Richter raggiunge Camp Redwood, e nel frattempo, in uno scatto d’ira dovuto all’alcol, Chet ferisce lievemente Ray alla mano. Brooke cerca delle medicazioni nell’infermeria di Rita, ma trova il cadavere dell’escursionista appeso alla porta e viene poi attaccata da Mr. Jingles. Fuggendo disperatamente dall’assassino, Brooke ritorna dagli amici e li informa della vicenda, ma quando gli altri vanno a verificare non vi è traccia né di Richter né tanto meno del corpo dell’escursionista, per cui credono che Brooke si sia immaginata tutto. In tarda serata, Brooke sente il telefono fisso squillare fuori dalla cabina, nonostante l’escursionista avesse affermato che la linea telefonica non prendesse lì. Nel momento in cui Brooke risponde alla chiamata, il Night Stalker emerge dagli alberi in lontananza.
- Guest star: DeRon Horton (Ray Powell), Orla Brady (Dott.ssa Karen Hopple), Mitch Pileggi (Art), Lou Taylor Pucci (escursionista), Don Swayze (Roy), Tara Karsian (Bertie).
- Ascolti USA: telespettatori 2 130 000 – rating 18-49 anni 1,0%[3]

## Mr. Jingles
- Titolo originale: Mr. Jingles
- Diretto da: John J. Gray
- Scritto da: Tim Minear

### Trama
La dottoressa Hopple, direttrice del manicomio, giunge a Camp Redwood per mettere in guardia Margareth sull’evasione di Mr. Jingles, ormai in cerca di vendetta verso la donna, e convincerla a chiudere il campo per il bene di tutti. Margareth si dimostra però caparbia e rigida sulla sua decisione di far rimanere aperto il campo, e soprattutto è pronta ad affrontare Mr. Jingles se necessario. Arresasi, la Hopple si appresta a lasciare Camp Redwood, ma Richter compare, l’accoltella alla gola e le amputa un orecchio come suo solito fare. Nel frattempo, la paura di Brooke, innescata dallo scherzo telefonico appena ricevuto fuori dalla cabina, si rafforza quando viene trasmesso il notiziario che parla della morte del benzinaio incontrato lungo l’andata, e crede che il Night Stalker l’abbia rintracciata. Rimasta da sola con Montana, Brooke si confida con lei raccontandole della causa che ha fatto scaturire il suo pessimismo: un anno prima, durante il matrimonio di Brooke con il suo fidanzato Joey, quest’ultimo l’accusò di averlo tradito con il suo testimone Sam, perciò sparò ed uccise Sam e il padre di Brooke, e poi si suicidò dinanzi agli occhi atterriti di Brooke. Brooke, traumatizzata da allora, afferma di non essere mai e poi mai andata a letto con Sam, e Montana, cercando di calmarla, la bacia. Presa alla sprovvista, Brooke esce per una boccata d’aria, e Margareth, come di consueto, stacca la corrente a mezzanotte. Xavier si allontana momentaneamente dagli altri per parlare con Blake, il mandante di quella telefonata minacciosa della mattina stessa: Blake salvò Xavier da un’overdose, ma lo obbligò a girare dei film porno gay e adesso lo ricatta affinché ne produca un altro. Xavier non vuole ricascarci e promette a Blake di trovargli un altro attore che faccia al caso suo, così lo porta alle docce per fargli spiare Trevor nudo. Approfittando di un attimo di distrazione del padre, Xavier scappa via, mentre Mr. Jingles infilza Blake alla testa, impalandolo alla parete. Al molo, intanto, Brooke rinviene il cadavere della Hopple, venendo subito dopo aggredita dal Night Stalker; nel mentre della corsa che ne segue, il Night Stalker incappa nell’escursionista vagante, ancora vivo, che l’assassino uccide brutalmente. Xavier, Chet, Ray e Trevor scoprono il corpo senza vita di Blake e Xavier finge di non conoscerlo. Nel momento in cui Brooke avvisa gli amici dell’imminente pericolosità del Night Stalker, Trevor nota un orecchio mancante dalla testa di Blake, pertanto i ragazzi capiscono che a Camp Redwood si aggirano ben 2 serial killer: il Night Stalker e Mr. Jingles. Il gruppo non perde tempo per salire sul caravan di Xavier e darsela a gambe, ma il veicolo sbanda all’apparizione sulla strada di Rita, lievemente ferita da uno scontro con Mr. Jingles. Il Night Stalker, invece, s’imbatte nuovamente nell’escursionista, sorprendentemente illeso, e lo uccide una seconda volta, per poi recarsi da Margareth per delle spiegazioni in merito: i due stabiliscono una strana connessione, e il killer, di nome Richard Ramirez, si apre con lei circa le sue esperienze passate che lo hanno reso l’assassino di ora; Margareth gli dice di non vergognarsi della sua natura e di non sentirsi in colpa per gli omicidi commessi, anzi, gli propone di cacciare Mr. Jingles fuori dalla sua vista, mentre lei andrà incontro all’escursionista per capirne di più. Nel bosco, Margareth incrocia il misterioso uomo, ed entrambi si riconoscono a vicenda: lui è Jonas, altro capogruppo del 1970 che quella notte assistette al massacro compiuto da Richter, il quale poi lo uccise; da allora, il fantasma di Jonas cominciò ad errare nelle foreste attorno al Camp Redwood ignaro di essere effettivamente morto, finché non è stato condotto al campo dai ragazzi. Frattanto, al parcheggio, il colpo dovuto allo sbando danneggia il caravan, così Rita e Trevor mettono a disposizione rispettivamente l’auto e la moto, ma prima dovranno recuperare le chiavi dall’infermeria e dalla cabina dell’uomo: Brooke, Chet, Ray e Rita vanno in infermeria, e Xavier, Montana e Trevor nella cabina. Da ambe le parti, tuttavia, le cose si mettono male: Ramirez tenta di forzare la serratura dell’infermeria, e Richter quella della cabina.
- Guest star: DeRon Horton (Ray Powell), Orla Brady (Dott.ssa Karen Hopple), Lou Taylor Pucci (escursionista), Todd Stashwick (Blake), Steven Culp (signor Thompson), Spencer Neville (Joseph Cavanaugh).
- Ascolti USA: telespettatori 1 497 000 – rating 18-49 anni 0,7%[4]

## La danza dei fendenti
- Titolo originale: Slashdance
- Diretto da: Mary Wigmore
- Scritto da: James Wong

### Trama
Brooke, Chet, Ray e Rita vengono raggiunti da Ramirez, che ferisce Ray prima che tutti e 4 gli sfuggano. Mentre Brooke e Rita arrivano al parcheggio con le chiavi dell’auto, Chet e Ray cadono in una fossa piena di picche che trafiggono Chet alla spalla sinistra. Brooke si offre di chiamare la polizia alla più vicina cabina telefonica, ma Rita glielo impedisce stordendola con un sonnifero e rivelandosi dunque un’impostora, il cui vero nome è Donna Chambers. Tramite alcuni flashback, Donna, in realtà una psicologa ossessionata da una ricerca sui serial killer, ottiene dalla dottoressa Hopple un incontro con Richter nella speranza di poterlo studiare meglio; Donna, addirittura, aiuta Richter con il suo piano di fuga dal manicomio così da poter verificare il suo comportamento omicida sul luogo della nascita della sua pazzia: Camp Redwood. In seguito, Donna rapisce la vera infermiera Rita e si fa passare per lei all’interno del campo estivo. Intanto, Ray, credendo Chet morto, gli confessa una sua colpa passata in un disperato atto di redenzione: fu colpevole di aver incitato Chan, una matricola della sua vecchia confraternita, a bere così tanto da farlo svenire, e, ritenendolo morto, Ray inscenò un incidente in macchina per non essere incriminato; all’ultimo secondo si accorse che Chan era ancora vivo, ma era troppo tardi per trarlo in salvo dall’auto, che andò a schiantarsi giù da un dirupo. Chet, però, ha sentito tutta la confessione, perciò Ray esce dalla fossa e lo abbandona al suo destino. Nel frattempo, Xavier, Montana e Trevor scoprono che i loro inseguitori non erano altro che dei ragazzini che si impersonavano Mr. Jingles in onore dell’anniversario del massacro 1970, dopodiché il vero Richter sopraggiunge e li uccide uno ad uno. Xavier, Montana e Trevor, fuggendo da Mr. Jingles, si rifugiano nella rimessa delle barche, dove liberano l’infermiera Rita rapita da Donna; purtroppo, Rita, sconvolta, cerca di scappare ma viene orrendamente uccisa da Richter. I tre, quindi, comprendono dell’inganno di Donna, poi, rincontrano Ray, e Trevor dà ordine a Montana e Ray di prendere la sua moto e chiamare la polizia, intanto che lui e Xavier salvano Chet dalla buca. Al parcheggio, Ramirez si presenta a Montana e Ray, e quest’ultimo lascia indietro Montana per partire con la moto di Trevor, venendo però decapitato da Mr. Jingles. Oramai da soli, Montana e Ramirez si baciano inaspettatamente e Montana rimprovera l’uomo di non aver ancora ucciso Brooke.
- Guest star: DeRon Horton (Ray Powell), Orla Brady (Dott.ssa Karen Hopple), Mitch Pileggi (Art), Dreama Walker (Rita), Mark Daugherty (Chan), Sean Liang (Wide Load).
- Ascolti USA: telespettatori 1 344 000 – rating 18-49 anni 0,6%[5]

## Assassini nati
- Titolo originale: True Killers
- Diretto da: Jennifer Lynch
- Scritto da: Jay Beattie

### Trama
Attraverso dei flashback, Montana conosce Ramirez durante una sua lezione di aerobica. Tra i due scatta subito una scintilla, e Richard arriva ad uccidere un ragazzo che si era rivolto in malo modo a Montana, la quale, a sua volta, pare essere attratta dall’oscurità di Ramirez, tant’è che lo ingaggia per uccidere Brooke, responsabile di aver portato alla morte suo fratello Sam, testimone dell’allora fidanzato di Brooke, Joey. Nel presente, intanto, Xavier e Trevor tentano di guarire Chet, e successivamente, il primo corre ad avvertire Bertie, la cuoca del campo, ma Richter aggredisce entrambi, chiudendo Xavier in un forno accesso, e ferendo mortalmente Bertie. La donna riesce appena in tempo a liberare Xavier, sebbene notevolmente sfigurato, e il giovane, in un gesto di solidarietà, uccide Bertie per far cessare le sue sofferenze. Intanto, Brooke, dopo essere scappata dal ripostiglio in cui l’aveva rinchiusa Donna, cade in una trappola della psicologa, che vuole che Brooke faccia da cavia per monitorare gli istinti omicida di Mr. Jingles. Montana trova Brooke intrappolata, ma invece di chiamare aiuto, comunica la sua posizione a Ramirez cosicché l’uomo la uccida, ma sul luogo, oltre che al Night Stalker, vi è anche Mr. Jingles. Tra i due scoppia una furiosa lotta all’ultimo sangue, così anche come tra Montana e Donna; alla fine, Richter impala Ramirez ad un albero, mentre Brooke si dà alla fuga. Richter visita poi Margareth, e nella discussione, viene rivelato che in verità colei che ha trucidato i capigruppo nel 1970 fu proprio la stessa Margareth, desiderosa di vendetta per le azioni di bullismo perpetrate ai suoi danni da parte degli altri coordinatori; Margareth ha poi incastrato Richter per l’accaduto, servendosi dei suoi trascorsi nella Guerra in Vietnam, e l’uomo è stato talmente scosso dai terribili trattamenti nella sua permanenza al manicomio da autoconvincersi di essere stato l’assassino di quei ragazzi. A questo punto, Margareth spara a Richter, e in quel momento giunge anche Trevor. Margareth colpisce Trevor con un coltello e gli stacca un orecchio, in maniera tale da incolpare ancora Richter. Xavier raggiunge Brooke, non prima di aver incontrato Richter profondamente ferito, e, insieme a Montana, Chet e Margareth, assistono all’auto di Blake, loro unico mezzo di andar via, venire bruciata. Altrove, Donna, ripresasi dallo scontro con Montana, scruta a bocca aperta Ramirez essere sorprendentemente rianimato da una forza sovrannaturale.
- Guest star: Orla Brady (Dott.ssa Karen Hopple), Tara Karsian (Bertie).
- Ascolti USA: telespettatori 1 293 000 – rating 18-49 anni 0,6%[6]

## Alba di sangue
- Titolo originale: Red Dawn
- Diretto da: Gwyneth Horder-Payton
- Scritto da: Dan Dworkin

### Trama
1980. Mentre pedina il padre pensando che tradisca sua moglie, Donna scopre che l’uomo è uno spietato assassino di giovani ragazze, e il suo suicidio dipeso dal rimorso è il punto di partenza che porta Donna alla sua ossessione per la mentalità dei serial killer.
Nel 1984, intanto, Ramirez spiega a una Donna scioccata che a resuscitarlo è stato Satana, il quale gli ha conferito anche tutti i dettagli sulla vita di Donna; a riprova di ciò, Donna parla col fantasma di suo padre, che la suggestiona con il dubbio che lei è il seme del male poiché ha lasciato fuggire M. Jingles, provocando di conseguenza le innumerevoli morti di quella stessa notte. Nel frattempo, Margareth suggerisce di prendere una barca per farsi aiutare da una presunta coppia di campeggiatori dall’altra parte del lago, e Chet l’accompagna, ma il tutto è solo un pretesto per Margareth di uccidere Chet, annegandolo. Al campo, Donna svela a Xavier e Montana del suo coinvolgimento nell’evasione di Richter dal manicomio, incorrendo nell’ira di Xavier, che la insegue per il bosco armato di ascia. Brooke incontra il fantasma di Ray, col quale fa l’amore, completamente all’oscuro del fatto che il ragazzo sia morto; infatti, poco dopo, Brooke trova la testa di Ray nel frigorifero, e torna disperatamente da Montana. Quest’ultima, purtroppo, le si scaglia contro rinfacciandole di essere la sorella di Sam e che Brooke è stata la ragione della sua morte, perciò ha mandato il Night Stalker da lei. Nel contempo, Donna supplica Richter di ucciderla per allievare il suo senso di colpa, ma lui si rifiuta e la fa convivere con quello che ha fatto. Più tardi, Richter sta per strangolare Margareth, ma Xavier la soccorre scoccando delle frecce su Mr. Jingles, che si accascia al suolo morente. Margareth, poi, pugnala ripetutamente Xavier, e Ramirez offre a Richter il dono di Satana, e così facendo, Mr. Jingles ritorna a vivere. Alle prime luci dell’alba, Brooke, furiosa verso Montana, la uccide proprio quando i bambini raggiungono Camp Redwood: Ramirez e Richter abbandonano il posto con un'auto della polizia; Brooke viene arrestata per gli omicidi, testimoniati da Margareth, che anche stavolta si finge una sopravvissuta, mentre i fantasmi di Montana, Ray e dell’escursionista sono costretti a restare per sempre nel campo.
- Guest star: DeRon Horton (Ray Powell), Lou Taylor Pucci (Jonas), Tim Russ (Sig. Chambers), Richard Gunn (Poliziotto).
- Ascolti USA: telespettatori 1 085 000 – rating 18-49 anni 0,5%[7]

## Sogni d'oro
- Titolo originale: Episode 100
- Diretto da: Loni Peristere
- Scritto da: Ryan Murphy e Brad Falchuk

### Trama
Un anno dopo gli eventi a Camp Redwood, Richter si è stancato delle tendenze omicide di Ramirez e avvisa la gente del posto della sua presenza, dandosi la possibilità di andarsene da solo e con conseguente arresto di Ramirez. Quattro anni dopo, i fantasmi di Montana e di Xavier, ancora intrappolati nel purgatorio del campeggio, uccidono chiunque vi entri, con grande frustrazione del fantasma di Ray e dei fantasmi dei consiglieri del 1970. Nel frattempo, Margaret è diventata un ricco magnate immobiliare rinnovando famigerati luoghi di omicidio accanto a Trevor, sopravvissuto al suo tentativo di omicidio. I due entrarono in un controverso matrimonio con la minaccia di Trevor di svelare la verità sugli omicidi a Camp Redwood. Margaret sceglie Camp Redwood come suo prossimo progetto, con disappunto del fantasma di Chet. Un Richter riformato, ora con un nuovo nome, Donald, e vivendo una vita tranquilla in Alaska con la sua nuova moglie e suo figlio, viene a conoscenza del progetto. Una sera torna a casa e trova sua moglie uccisa da Ramirez, che è uscito di prigione con l'aiuto di Satana. Richter dà via suo figlio e se ne va, intenzionato a uccidere Ramirez. Brooke sembra essere giustiziata per gli omicidi di Camp Redwood, ma Donna, fingendosi la carnefice, la salva.
- Guest star: DeRon Horton (Ray Powell), Leslie Jordan (Courtney), Nick Chinlund (direttore del carcere), Tanya Clarke (Lorraine), Yvonne Zima (Red), Eric Staves (Dustin).
- Ascolti USA: telespettatori 1 350 000 – rating 18-49 anni 0,6%[8]

## La donna in bianco
- Titolo originale: The Lady in White
- Diretto da: Liz Friedlander
- Scritto da: John J. Gray

### Trama
Nel 1948, un giovane Richter perde di vista il fratello minore Bobby, che viene accidentalmente ucciso dall'elica di una barca. La madre di Richter, Lavinia, lo incolpa della morte. Nel 1989, Richter torna a Camp Redwood e incontra i fantasmi dei consiglieri, che lamentano il fatto di essere terrorizzati dal fantasma di un'altra donna sconosciuta. Richter afferma che il fantasma è Lavinia, che fu costretto a uccidere per autodifesa nel 1948. Richter la incontra e lei rivela che ha manipolato Margaret nel commettere gli omicidi del 1970 solo per far soffrire Richter per la morte di Bobby. Nel frattempo, Donna porta Brooke in una pista di pattinaggio per rilassarsi, dove incontrano un uomo di nome Bruce. Dopo che Bruce ha riparato la loro auto, accettano di dargli un passaggio, ma lo abbandonano in autostrada dopo che lui rivela di conoscere Donna e uccide un agente di polizia. Bruce le rintraccia e minaccia di ucciderle, ma loro lo superano in astuzia e lo imbavagliano e legano a un palo. Brooke taglia poi i pollici a Bruce per impedirgli di fare l'autostop ai passanti. Mentre Margaret, Trevor, Ramirez, Brooke e Donna convergono su Camp Redwood, Ramirez uccide diversi musicisti del festival musicale di Margaret. Richter invece si uccide per tornare come un fantasma ed esigere la sua vendetta.
- Guest star: DeRon Horton (Ray Powell), Leslie Jordan (Courtney), Connor Cain (giovane Benjamin Richter), Sean Liang (Wide Load), Lily Rabe (Lavinia Richter), Dylan McDermott (Bruce).
- Ascolti USA: telespettatori 1 053 000 – rating 18-49 anni 0,5%[9]

## Riposa a brandelli
- Titolo originale: Rest in Pieces
- Diretto da: Gwyneth Horder-Payton
- Scritto da: Adam Penn

### Trama
Poco prima di Halloween del 1989, Bruce riesce a slegarsi e guida fino a Camp Redwood, interrompendo un duello fra Ramirez e il fantasma di Richter. Ramirez chiede l'aiuto di Bruce per uccidere Richter, scoprendo solo dopo che quello è il fantasma di Benjamin. Donna e Brooke si trovano ad un bar e si unisce a loro Stacy, una bizzarra scrittrice che conosce le loro identità, portandola con loro a Camp Redwood. Brooke promette a Stacy di rivelarle tutto ciò che è successo cinque anni prima, ma in realtà pianifica di ucciderla, per poi essere fermata da Donna, che la convince a non commettere altri omicidi e di concentrarsi sul farla pagare a Margaret. Stacy scappa, solo per essere poi uccisa da Bruce, Ramirez e Margaret; quest'ultima infatti si allea con i due assassini e gli rivela il proprio piano di uccidere tutte le band (eccetto Billy Idol) al festival organizzato da lei. Nel frattempo Trevor dichiara a Montana, che si palesa sotto forma di fantasma, il proprio amore e pianifica di uccidersi per rimanere con lei per sempre nei boschi del campo; Montana, però, lo manda via, sentendosi in colpa per la relazione avuta qualche anno prima con Ramirez. Tutti i consiglieri morti, sotto forma di fantasma, se la prendono con il fantasma di Richter per i crimini commessi in passato, legandolo ad un albero e rifiutandosi di liberarlo per uccidere Ramirez, pugnalandolo. Benjamin si risveglia così lungo la riva del lago e il fantasma del fratello Bobby gli appare, portandolo dalla loro madre, Lavinia, questa volta grata a Benjamin per aver fatto apparire il fantasma di Bobby. Lavinia convince Benjamin a rimanere con loro per sempre, per poter così vivere in pace per l'eternità.
- Guest star: DeRon Horton (Ray Powell), Leslie Jordan (Courtney), Lou Taylor Pucci (Jonas Shevoore), Stefanie Black (Stacy), Sean Liang (Wide Load), Lily Rabe (Lavinia Richter), Dylan McDermott (Bruce).
- Ascolti USA: telespettatori 1 046 000 – rating 18-49 anni 0,5%[10]

## La sopravvissuta
- Titolo originale: Final Girl
- Diretto da: John J. Gray
- Scritto da: Crystal Liu

### Trama
Trenta anni dopo, il figlio ormai adulto di Richter, Bobby, ritorna in un decaduto camp Redwood in cerca di risposte, avendo ricevuto assegni da un benefattore sconosciuto fin dall'infanzia. Viene ricevuto da Montana e Trevor, che spiegano che Richter è scomparso dopo essere stato trascinato nel lago e non è più tornato. Rivelano l'accaduto nel 1989: per prevenire ulteriori morti, Trevor blocca il traffico verso l'ingresso di Camp Redwood. Margaret gli spara fuori dalla proprietà del campo e lo lascia morire, ma Brooke appare e lo trascina sul terreno del campeggio in modo che possa tornare come un fantasma. Il fantasma di Trevor attacca quindi Bruce e lo sposta fuori dal Camp per non farlo tornare . I consiglieri defunti determinano che l'unico modo per fermare Ramirez è ucciderlo ancora e ancora, cosa che fanno per trenta anni. (Richard Ramirez nella realtà fu condannato nel 1989 alla pena di morte: gli spiriti vendicativi condannano a morte Ramirez imprigionando il suo spirito nel camp proprio nel 1989, una metafora del giudizio della Giuria popolare americana.)
Nel 2019, Ramirez si risveglia ancora una volta e attacca Bobby; Montana fa uscire Bobby dal terreno e lo indirizza al manicomio. Lì incontra Donna, che lo informa ulteriormente del 1989, i fantasmi uccisero brutalmente Margaret, ma non prima che Brooke apparentemente morisse in una lotta con lei. Donna e Bobby rintracciano coi soldi di Bobby una Brooke ancora viva, sopravvissuta con l'aiuto di Ray. Bobby torna di nuovo a Camp Redwood dove il fantasma di Margaret tenta ripetutamente di ucciderlo, ma viene salvato da Richter, Lavinia e dai consiglieri. Bobby condivide un addio in lacrime con la sua famiglia e parte.
- Guest star: Finn Wittrock (Bobby Richter), DeRon Horton (Ray Powell), Leslie Jordan (Courtney), Lou Taylor Pucci (Jonas Shevoore), Tara Karsian (Bertie) Sean Liang (Wide Load), Lily Rabe (Lavinia Richter), Dylan McDermott (Bruce).
- Ascolti USA: telespettatori 1 082 000 – rating 18-49 anni 0,5%[11]